# 37835 Darioconsigli
37835 Darioconsigli è un asteroide della fascia principale. Scoperto nel 1998, presenta un'orbita caratterizzata da un semiasse maggiore pari a 2,3903338 au e da un'eccentricità di 0,1664783, inclinata di 5,67592° rispetto all'eclittica.